# IC 2897
IC 2897 је појединачна звијезда у сазвјежђу Лав која се налази на листи објеката дубоког неба у Индекс каталогу.
Деклинација објекта је + 11° 32' 57" а ректасцензија 11h 31m 19,5s.